# Kvarkovski model
Kvarkovski model je bil izdelan zaradi ureditve organizacije velikega števila hadronov, ki jih sestavljajo kvarki. Kvarkovski model torej opisuje mezone in barione.

## Zgodovina
Kvarkovski model sta razvila ameriški fizik Murray Gell-Mann (rojen 1929) in japonski fizik Kazuhiko Nišidžima (1929 – 2009). Dopolnila sta ge še izraelski fizik Yuval Ne'eman (1925 – 2006) in ameriški fizik in nevrobiolog George Zweig (rojen 1937).

## Mezoni
Mezoni so hadroni z barionskim številom enakim 0. Sestavljeni so iz enega kvarka in enega antikvarka.

## Barioni
Barioni se sestavljeni delci (vsakega sestavljajo trije kvarki), spadajo med hadrone. Ker so sestavljeni iz kvarkov med njimi deluje močna sila.
Barione, ki imajo spin 1/2,  lahko razvrstimo v oktet, barione s spinom 3/2 pa v dekuplet. Med barioni v oktetu sta tudi nevtron in proton.